# Piero Marini

Piero Marinis biskopsvapen.

Piero Marini, född 13 januari 1942 i Valverde, Italien, är katolsk titulärärkebiskop och sedan 2007 ordförande för Påvliga rådet för internationella eukaristiska kongresser. Kort efter sin prästvigning 1965 blev den unge fader Piero Marini ärkebiskop Annibale Bugninis privatsekreterare.
Från 17 februari 1987 till 1 oktober 2007 var Marini påvlig ceremonimästare. Han sågs vid påven Johannes Paulus II:s och senare Benedictus XVI:s sida vid alla viktigare liturgiska celebrationer. Marini efterträddes av Guido Marini och är sedan 2007 ordförande för den påvliga kommittén för internationella eukaristiska kongresser.
Marinis expertisområde är liturgik och liturgihistoria. Han har publicerat flera böcker i ämnet, bland annat Liturgia e bellezza. Nobilis pulchritudo (2005).
År 2007 utgav Piero Marini A Challenging Reform: Realising the Vision of the Liturgical Renewal, 1963–1975. Där skildrar han sin tid som ung medarbetare till Annibale Bugnini och det arbete med Paulus VI:s liturgireform som sysselsatte expertkommittén Consilium och Bugnini, dess sekreterare och frontfigur. Boken är inte raktigenom opolemisk och gör heller inga anspråk på att vara opartisk: den romerska kurian kritiseras för "sin konservatism" under det ärkebiskop Bugnini, Consilium och den nya romerska liturgin lovordas.